# Liste der Mitglieder des Landtages Rheinland-Pfalz (7. Wahlperiode)
Liste der Mitglieder des Rheinland-Pfälzischen Landtages (7. Wahlperiode)
Der Rheinland-Pfälzische Landtag bestand in der 7. Wahlperiode von 1971 bis 1975 aus 100 Mitgliedern.

## Zusammensetzung
Bei der Landtagswahl am 21. März 1971 gab es folgendes Ergebnis:
| Partei | Prozent | Sitze |
| ------ | ------- | ----- |
| CDU    | 50,0    | 53    |
| SPD    | 40,5    | 44    |
| FDP    | 5,9     | 3     |

Am 11. Oktober 1972 wurde die Zuteilung der Mandate nach dem Wahlschlüsselverfahren vom Bundesverfassungsgericht für verfassungswidrig erklärt, woraufhin die Sitzverteilung korrigiert werden musste. Es wurden drei Sitze der FDP zuerkannt, während die SPD zwei und die CDU einen verlor. Am 12. Dezember 1972 schieden die Landtagsabgeordneten Loni Böhm, Werner Hublitz und Erich Meckel vorzeitig aus dem Landtag aus. Am Tag darauf wurden die Mandate von Hans Friderichs, Fritz Schneider und Wilhelm Ulmen besetzt.
| Partei | Sitze |
| ------ | ----- |
| CDU    | 52    |
| SPD    | 42    |
| FDP    | 6     |

## Präsidium
- Präsidenten: Johannes Baptist Rösler (CDU) 1971–1974, Albrecht Martin (CDU) 1974/1975
- Vizepräsidenten: Gerhard Steen (SPD), Ursula Starlinger (CDU), Hermann Eicher (FDP) 1973–1975

Die Zahl der Vizepräsidenten wurde 1973 von zwei auf drei erhöht.

## Abgeordnete
| Name                    | Lebensdaten | Partei | Wahlkreis   | Kommentar |
| ----------------------- | ----------- | ------ | ----------- | --- |
| Helmut Adamzyk          | 1926–1996   | SPD    | Wahlkreis 6 | |
| Wilhelm Backes          | 1921–1991   | SPD    | Wahlkreis 3 | |
| Karl Bäcker             | 1920–2008   | SPD    | Wahlkreis 6 | |
| Hermann Belzner         | 1919–1991   | SPD    | Wahlkreis 5 | |
| Hans Blinn              | 1925–2006   | SPD    | Wahlkreis 5 | |
| Kurt Böckmann           | 1929–2008   | CDU    | Wahlkreis 5 | |
| Loni Böhm               | 1919–2011   | CDU    | Wahlkreis 3 | ausgeschieden am 12. Dezember 1972 aufgrund Gerichtsentscheid                                                                      |
| Oskar Böhm              | 1919–2001   | SPD    | Wahlkreis 5 | |
| Detlef Bojak            | 1935        | SPD    | Wahlkreis 6 | |
| Wolfgang Brix           | 1930–2006   | CDU    | Wahlkreis 5 | |
| Gisela Büttner          | 1927–2015   | CDU    | Wahlkreis 6 | |
| Werner Danz             | 1923–1999   | FDP    | Wahlkreis 2 | |
| Willi Diel              | 1928–2015   | SPD    | Wahlkreis 1 | |
| Wilhelm Dröscher        | 1920–1977   | SPD    | Wahlkreis 2 | |
| Paul Durm               | 1920–2015   | CDU    | Wahlkreis 6 | |
| Hermann Eicher          | 1911–1984   | FDP    | Wahlkreis 4 | |
| Josef Endres            | 1927–1998   | SPD    | Wahlkreis 3 | eingetreten am 18. Juni 1974 für Peter Paul Jost                                                                                   |
| Willi Erkel             | 1913–2002   | SPD    | Wahlkreis 2 | eingetreten am 26. August 1971 für Walter Gorges                                                                                   |
| Helmut Fink             | 1928–1990   | SPD    | Wahlkreis 1 | |
| Hans Friderichs         | 1931        | FDP    | Wahlkreis 3 | eingetreten am 13. Dezember 1972 aufgrund Gerichtsentscheid ausgeschieden am 9. Januar 1973                                        |
| Hans Fröder             | 1918–1997   | CDU    | Wahlkreis 7 | |
| Jockel Fuchs            | 1919–2002   | SPD    | Wahlkreis 4 | |
| Johann Wilhelm Gaddum   | 1930        | CDU    | Wahlkreis 1 | |
| Rudi Geil               | 1937–2006   | CDU    | Wahlkreis 1 | eingetreten am 6. Juli 1971 für Willibald Hilf                                                                                     |
| Horst Geisel            | 1933–1985   | CDU    | Wahlkreis 4 | |
| Heiner Geißler          | 1930–2017   | CDU    | Wahlkreis 4 | |
| Walter Gorges           | 1922–1971   | SPD    | Wahlkreis 2 | † 20. August 1971 |
| Herbert Gustavus        | 1927–2014   | SPD    | Wahlkreis 5 | |
| Peter Haberer           | 1935–2004   | CDU    | Wahlkreis 6 | |
| Bertram Hartard         | 1929–1992   | CDU    | Wahlkreis 5 | |
| Walter Heid             | 1925–2003   | CDU    | Wahlkreis 5 | |
| Hans Helzer             | 1927–2020   | SPD    | Wahlkreis 1 | |
| Jürgen Henze            | 1937        | SPD    | Wahlkreis 2 | |
| Susanne Hermans         | 1919–2013   | CDU    | Wahlkreis 2 | |
| Maria Herr-Beck         | 1928–2015   | CDU    | Wahlkreis 5 | |
| Hans Herrmann           | 1924–2002   | SPD    | Wahlkreis 6 | |
| Willibald Hilf          | 1931–2004   | CDU    | Wahlkreis 1 | ausgeschieden am 5. Juli 1971 |
| Willi Hörter            | 1930–1996   | CDU    | Wahlkreis 2 | |
| Heinrich Holkenbrink    | 1920–1998   | CDU    | Wahlkreis 3 | |
| Karl Hoppe              | 1934–2002   | CDU    | Wahlkreis 1 | eingetreten am 16. Dezember 1974 für Ludwig Pfeil                                                                                  |
| Werner Hublitz          | 1926–2004   | SPD    | Wahlkreis 6 | ausgeschieden am 12. Dezember 1972 aufgrund Gerichtsentscheid                                                                      |
| Helmut Hüther           | 1926–1991   | SPD    | Wahlkreis 5 | |
| Wolfgang Jenssen        | 1942–2022   | SPD    | Wahlkreis 3 | |
| Peter Paul Jost         | 1925–1974   | SPD    | Wahlkreis 3 | † 7. Juni 1974 |
| Hildegard Kerner        | 1921–1987   | SPD    | Wahlkreis 5 | |
| Werner Klein            | 1928–1985   | SPD    | Wahlkreis 2 | |
| Paul Knüpper            | 1930–2006   | CDU    | Wahlkreis 2 | |
| Lucie Kölsch            | 1919–1997   | SPD    | Wahlkreis 4 | |
| Helmut Kohl             | 1930–2017   | CDU    | Wahlkreis 5 | |
| Gerhard Krempel         | 1931        | CDU    | Wahlkreis 1 | |
| Michael Kutscheid       | 1923–2009   | CDU    | Wahlkreis 3 | |
| Paul Landsmann          | 1928–2002   | CDU    | Wahlkreis 2 | |
| Horst Langes            | 1928        | CDU    | Wahlkreis 3 | ausgeschieden am 17. März 1974 |
| Alfons Lauermann        | 1924–1991   | CDU    | Wahlkreis 2 | |
| Julius Lehlbach         | 1922–2001   | SPD    | Wahlkreis 4 | |
| Günther Leonhart        | 1914–1993   | SPD    | Wahlkreis 1 | |
| Waldemar Lübke          | 1914–1994   | SPD    | Wahlkreis 3 | |
| Theo Lück               | 1921–2012   | SPD    | Wahlkreis 1 | |
| Theo Magin              | 1932–2025   | CDU    | Wahlkreis 5 | |
| Edgar Mais              | 1926–2024   | SPD    | Wahlkreis 2 | |
| Albrecht Martin         | 1927–2014   | CDU    | Wahlkreis 2 | |
| Philipp Mayer           | 1918–1988   | SPD    | Wahlkreis 6 | |
| Erich Meckel            | 1919–1981   | SPD    | Wahlkreis 1 | ausgeschieden am 12. Dezember 1972 aufgrund Gerichtsentscheid                                                                      |
| Otto Meyer              | 1921–2013   | CDU    | Wahlkreis 2 | |
| Carlheinz Moesta        | 1928–2024   | SPD    | Wahlkreis 2 | |
| Fritz Mohr              | 1924–2008   | CDU    | Wahlkreis 3 | |
| Konrad Mohr             | 1921–2010   | CDU    | Wahlkreis 2 | |
| Karl Walter Müller      | 1931–2016   | SPD    | Wahlkreis 6 | |
| Oskar Munzinger         | 1911–1983   | SPD    | Wahlkreis 6 | |
| Hanns Neubauer          | 1905–2003   | CDU    | Wahlkreis 2 | |
| Ludwig Pfeil            | 1920–1994   | CDU    | Wahlkreis 1 | ausgeschieden am 15. Dezember 1974                                                                                                 |
| Max Günther Piedmont    | 1916–1989   | FDP    | Wahlkreis 3 | eingetreten am 15. Januar 1973 für Hans Friderichs                                                                                 |
| Michael Reitzel         | 1943–2023   | SPD    | Wahlkreis 4 | |
| Kurt Rocker             | 1928–2020   | CDU    | Wahlkreis 6 | |
| Johannes Baptist Rösler | 1922–2009   | CDU    | Wahlkreis 4 | ausgeschieden am 17. Mai 1974 |
| Rainer Rund             | 1941        | SPD    | Wahlkreis 5 | |
| Julius Saxler           | 1916–1996   | CDU    | Wahlkreis 3 | ausgeschieden am 13. November 1973                                                                                                 |
| Franz Schaaf            | 1919–1991   | CDU    | Wahlkreis 2 | |
| Jakob Schadt            | 1921–1995   | SPD    | Wahlkreis 4 | |
| Fritz Schalk            | 1925–1996   | SPD    | Wahlkreis 5 | |
| Günther Schartz         | 1930–2007   | CDU    | Wahlkreis 3 | |
| Ulrich Schmalz          | 1939        | CDU    | Wahlkreis 1 | |
| Josef Schmidt           | 1934        | CDU    | Wahlkreis 2 | |
| Walter Schmitt          | 1914–1994   | CDU    | Wahlkreis 2 | |
| Heinrich Schmitz        | 1929–2000   | CDU    | Wahlkreis 3 | eingetreten am 26. November 1973 für Julius Saxler                                                                                 |
| Fritz Schneider         | 1916–2006   | FDP    | Wahlkreis 6 | eingetreten am 13. Dezember 1972 aufgrund Gerichtsentscheid aus FDP ausgetreten am 4. Dezember 1974, seitdem Gast der CDU-Fraktion |
| Karl Schön              | 1923–1994   | SPD    | Wahlkreis 2 | |
| Hans-Otto Scholl        | 1933        | FDP    | Wahlkreis 5 | |
| Willi Schrot            | 1915–2016   | CDU    | Wahlkreis 3 | |
| Heinz Schwarz           | 1928–2023   | CDU    | Wahlkreis 1 | |
| Hans Schweitzer         | 1920–1988   | SPD    | Wahlkreis 1 | |
| Josef Sehn              | 1909–1995   | CDU    | Wahlkreis 2 | |
| Paulus Skopp            | 1905–1999   | SPD    | Wahlkreis 5 | |
| Ursula Starlinger       | 1917–2005   | CDU    | Wahlkreis 5 | |
| Gerhard Steen           | 1923–1990   | SPD    | Wahlkreis 2 | |
| Edwin Steinhauer        | 1916–1996   | CDU    | Wahlkreis 6 | |
| Otto Theisen            | 1924–2005   | CDU    | Wahlkreis 3 | |
| Karl Thorwirth          | 1923–2003   | SPD    | Wahlkreis 4 | |
| Herbert Trautmann       | 1948–2006   | CDU    | Wahlkreis 5 | |
| Alfred Truschel         | 1910–1990   | CDU    | Wahlkreis 4 | |
| Wilhelm Ulmen           | 1914–1993   | FDP    | Wahlkreis 1 | eingetreten am 13. Dezember 1972 aufgrund Gerichtsentscheid                                                                        |
| Bernhard Vogel          | 1932–2025   | CDU    | Wahlkreis 5 | |
| Theo Vondano            | 1926–1993   | CDU    | Wahlkreis 6 | |
| Herbert Waldenberger    | 1935–2017   | CDU    | Wahlkreis 5 | |
| Werner Weiß             | 1926–1990   | CDU    | Wahlkreis 6 | |
| Hans-Otto Wilhelm       | 1940–2019   | CDU    | Wahlkreis 4 | eingetreten am 30. Mai 1974 für Johannes Baptist Rösler                                                                            |
| Paul Wingendorf         | 1914–1995   | CDU    | Wahlkreis 1 | |
| Günter Wolfram          | 1930–2004   | SPD    | Wahlkreis 1 | |
| August Wolters          | 1903–1990   | CDU    | Wahlkreis 3 | |
| Dieter Ziegler          | 1937–2019   | CDU    | Wahlkreis 5 | |
| Robert Zingen           | 1928–2005   | CDU    | Wahlkreis 3 | eingetreten am 18. März 1974 für Horst Langes                                                                                      |
| Walter Zuber            | 1943–2014   | SPD    | Wahlkreis 4 | |